# Marcus Ingvartsen
Marcus Højriis Ingvartsen (Farum, 4 januari 1996) is een Deens voetballer die doorgaans speelt als spits. In januari 2025 verruilde hij FC Nordsjælland voor San Diego. Ingvartsen maakte in 2021 zijn debuut in het Deens voetbalelftal.

## Clubcarrière
Ingvartsen speelde in de jeugd van FC Nordsjælland en bij die club maakte hij later zijn professionele debuut. Op 28 februari 2014 werd in eigen huis met 2–0 gewonnen van Viborg FF door een dubbelslag van Kim Aabech. Ingvartsen moest in dat duel van coach Kasper Hjulmand op de reservebank beginnen en zes minuten voor het einde van de wedstrijd mocht hij als invaller voor Mario Tičinović het veld betreden. Zijn eerste doelpunten volgden het seizoen erop, toen de aanvaller op 25 mei 2015 tweemaal doel wist te treffen tegen Hobro IK, waarvan met 4–2 gewonnen werd. Ook Emiliano Marcondes en Uffe Bech scoorden voor Nordsjælland, de beide tegentreffers kwamen van Martin Mikkelsen.
Na het seizoen 2016/17, waarin hij tot drieëntwintig competitiedoelpunten kwam, verkaste hij naar KRC Genk. Bij de Belgische club zette hij zijn handtekening onder een verbintenis voor de duur van vier seizoenen. In zijn eerste seizoen maakte Ingvartsen vijf doelpunten in tweeëntwintig competitieduels. In zijn tweede seizoen bij Genk kwam hij onder coach Philippe Clement mede door een blessure minder aan spelen toe. De club werd dit seizoen landskampioen van België. De daaropvolgende zomer betekende voor Ingvartsen een overstap naar het Duitse Union Berlin. Twee jaar na zijn komst naar Berlijn nam Mainz 05 hem op huurbasis over, met een verplichte optie tot koop. Na zes doelpunten in zesentwintig competitiewedstrijden werd hij zodoende definitief overgenomen.
Medio 2023 keerde Ingvartsen voor een bedrag van circa drie miljoen euro terug bij FC Nordsjælland. In maart 2024 kwamen FC Nordsjælland en San Diego een transfer overeen van Ingvartsen en teamgenoot Jeppe Tverskov per 1 januari 2025. In de Verenigde Staten tekende hij voor drie seizoenen.

## Clubstatistieken
| Seizoen | Club            | Competitie          | Competitie | Competitie | Beker | Beker | Internationaal | Internationaal | Totaal | Totaal |
| Seizoen | Club            | Competitie          | Wed.       | Dlp.       | Wed.  | Dlp.  | Wed.           | Dlp.           | Wed.   | Dlp.   |
| ------- | --------------- | ------------------- | ---------- | ---------- | ----- | ----- | -------------- | -------------- | ------ | ------ |
| 2013/14 | FC Nordsjælland | Superligaen         | 2          | 0          | 0     | 0     | —              | —              | 2      | 0      |
| 2014/15 | FC Nordsjælland | Superligaen         | 14         | 2          | 0     | 0     | —              | —              | 14     | 2      |
| 2015/16 | FC Nordsjælland | Superligaen         | 23         | 5          | 1     | 0     | —              | —              | 24     | 5      |
| 2016/17 | FC Nordsjælland | Superligaen         | 35         | 23         | 1     | 0     | —              | —              | 36     | 23     |
| 2017/18 | KRC Genk        | Eerste klasse A     | 22         | 5          | 5     | 2     | —              | —              | 27     | 7      |
| 2018/19 | KRC Genk        | Eerste klasse A     | 8          | 0          | 1     | 1     | 2              | 0              | 11     | 1      |
| 2019/20 | Union Berlin    | Bundesliga          | 28         | 5          | 4     | 1     | —              | —              | 32     | 6      |
| 2020/21 | Union Berlin    | Bundesliga          | 30         | 3          | 1     | 0     | —              | —              | 31     | 3      |
| 2021/22 | Union Berlin    | Bundesliga          | 2          | 0          | 1     | 0     | 2              | 0              | 5      | 0      |
| 2021/22 | → Mainz 05      | Bundesliga          | 26         | 6          | 1     | 1     | —              | —              | 27     | 7      |
| 2022/23 | Mainz 05        | Bundesliga          | 28         | 10         | 3     | 2     | —              | —              | 31     | 12     |
| 2023/24 | FC Nordsjælland | Superligaen         | 28         | 9          | 5     | 0     | 8              | 6              | 41     | 15     |
| 2024/25 | FC Nordsjælland | Superligaen         | 17         | 5          | 2     | 3     | —              | —              | 19     | 8      |
| 2025    | San Diego       | Major League Soccer | 0          | 0          | 0     | 0     | —              | —              | 0      | 0      |
| Totaal  | Totaal          | Totaal              | 263        | 73         | 25    | 10    | 12             | 6              | 300    | 89     |

Bijgewerkt op 7 februari 2025.

## Interlandcarrière
Ingvartsen werd in 2017 voor het eerst opgeroepen voor het Deens voetbalelftal. Na afzeggingen van de geblesseerde aanvallers Kasper Dolberg en Nicolai Jørgensen werd hij bij de selectie gehaald door bondscoach Åge Hareide. In de daarop volgende interland, een kwalificatiewedstrijd voor het WK 2018 tegen Roemenië (0–0) kreeg Andreas Cornelius de voorkeur in de punt van de aanval. Ingvartsen kwam ook niet als invaller het veld op. Zijn debuut volgde alsnog, op 28 maart 2021. Op die dag werd een kwalificatieduel voor het WK 2022 gespeeld tegen Moldavië. Na doelpunten van Kasper Dolberg, Mikkel Damsgaard (beiden twee), Jens Stryger Larsen, Mathias Jensen en Robert Skov mocht Ingvartsen van bondscoach Kasper Hjulmand invallen voor Jensen. In de slotfase bepaalde hij de eindstand op 8–0.
| Interlands van Marcus Ingvartsen voor Denemarken | Interlands van Marcus Ingvartsen voor Denemarken | Interlands van Marcus Ingvartsen voor Denemarken | Interlands van Marcus Ingvartsen voor Denemarken | Interlands van Marcus Ingvartsen voor Denemarken | Interlands van Marcus Ingvartsen voor Denemarken |
| №                                                | Datum                                            | Wedstrijd                                        | Uitslag                                          | Competitie                                       | Goals                                            |
| Als speler bij Union Berlin                      | Als speler bij Union Berlin                      | Als speler bij Union Berlin                      | Als speler bij Union Berlin                      | Als speler bij Union Berlin                      | Als speler bij Union Berlin                      |
| ------------------------------------------------ | ------------------------------------------------ | ------------------------------------------------ | ------------------------------------------------ | ------------------------------------------------ | ------------------------------------------------ |
| 1                                                | 28 maart 2021                                    | Denemarken – Moldavië                            | 8 – 0                                            | WK 2022 kwalificatie                             | 89'                                              |

Bijgewerkt op 7 februari 2025.

## Erelijst
| Competitie            |          |                    |          |          |
| Competitie            | Aantal   | Jaren              |          |          |
| KRC Genk              | KRC Genk | KRC Genk           | KRC Genk | KRC Genk |
| --------------------- | -------- | ------------------ | -------- | -------- |
| Eerste klasse A       | 1        | 2018/19            |          |          |
| Individueel           |          |                    |          |          |
| Topscorer Superligaen | 1        | 2016/17 (23 goals) |          |          |